# Terence Dials
Terence Jerome Dials II (Detroit, 15 luglio 1983) è un ex cestista statunitense.

## Palmarès
- Match des Champions: 1

Pau-Orthez: 2007

### Individuale
- All-Big Ten Player of the Year (2006)